# Добруджанский деспотат
Добруджанский деспотат, Добруджанская деспотовина или Добруджанское княжество. Также имеет название Карвунское княжество (деспотство) — государство, отделившееся от Тырновского царства. Существовало примерно с 1322 года по 1395 год. Наименование деспотата происходит от турецкого произношения имени одного из его правителей — Добротицы.

## История
В результате кризиса центральной власти в Болгарии ряд феодалов перестал подчиняться царю. Один из таких феодалов Балик вышел из под контроля центральной власти и образовал полунезависимое государственное образование со столицей в Каварне. Происхождение основателя Добруджи Балика не вполне ясно. Есть теория предполагающая, что он происходил из того же рода, что и болгарская династия Тертеров. При этом основываются на том, что имя Балик возможно половецкого происхождения, а также на имени второго сына Добротицы, Тертера.
В годы его правления государство имело неясный статус. Однако следующий правитель княжества Добротица (1347—1386) носил титул «деспот», в результате чего можно утверждать, что Добруджа имела статус деспотата. Начиная с 1357 года Добротица добивается полной независимости от Тырново в результате помощи болгарскому царю Ивану Александру в войне с венграми. В результате этой войны в 1369 году царь Иван Александр восстановил свою власть в Видинском царстве (оккупированном с 1365 года венграми), а Добротица получил ряд городов (в том числе Варну) как плату за помощь. После этого Добруджанский деспотат стал полностью независимым.
Деспотат занимал территорию вдоль побережья примерно от города Варна и Рога Старой Планины вплоть до Дунайских гирл. Брат Балика, Добротица (правил 1365—1386) перенёс его столицу из Каварны в Калиакру.
Добротица создал маленький военный флот из 14 галер. С его помощью он вёл успешные военные действия против Генуэзской республики, а также совершал "наплывы" против византийских кораблей, которые, однако, расценивались противниками как пиратство. С Венецианской республикой он поддерживал союзные отношения.
Рыцарь из Мюнхена Иоганн Шильтбергер в конце XIV века писал:
Я был в трёх странах, которые называются Болгарией ... Третья Болгария лежит там, где Дунай впадает в море и столица её носит имя Калацерка.

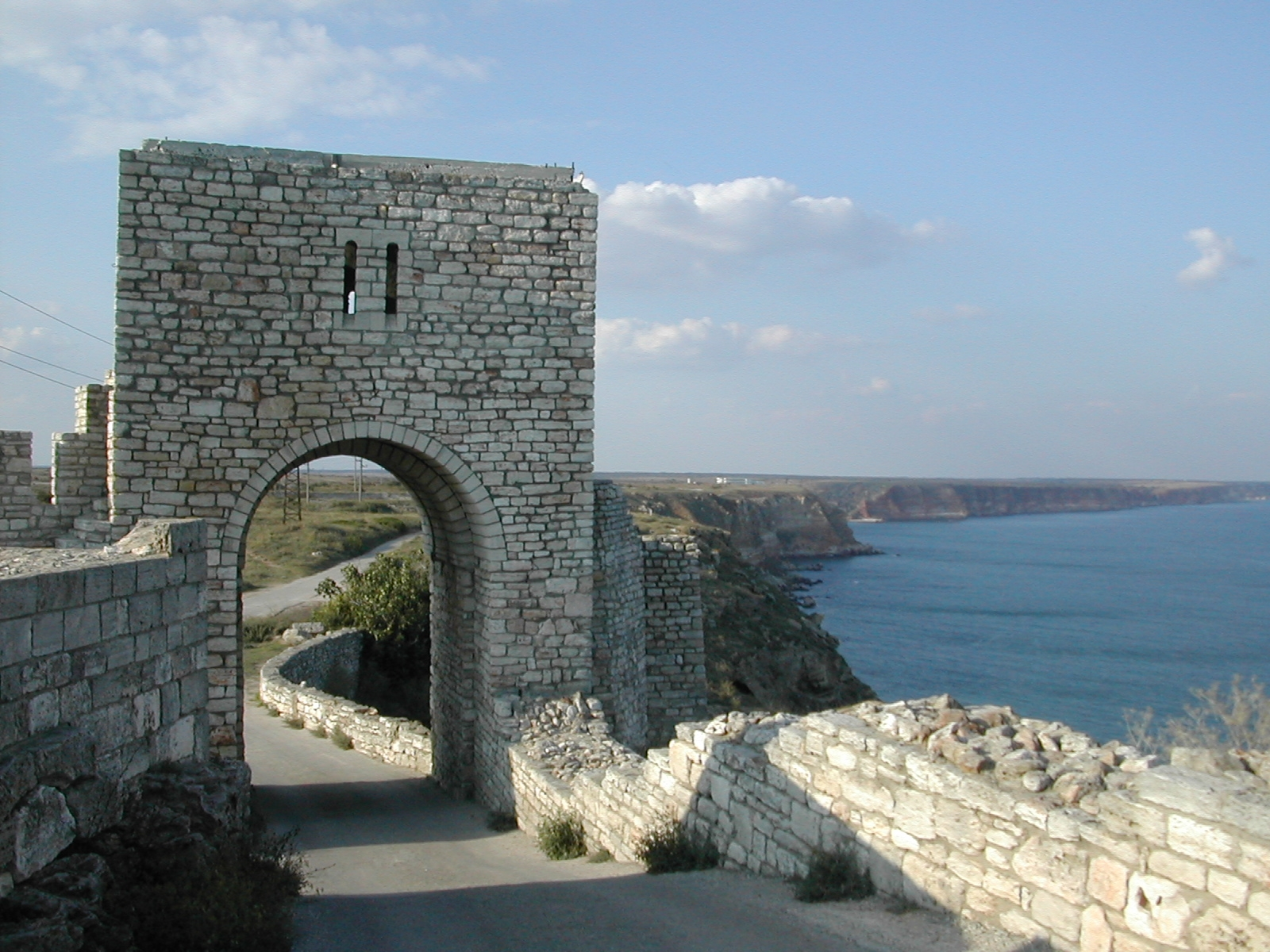
Реконструированные ворота и часть крепостной стены крепости Калиакра

Он имел в виду, что вместо единого государства были Тырновское царство, Видинское царство и Добруджанский деспотат со столицей в Калиакре, и каждое претендовало, что оно есть Болгарское царство.

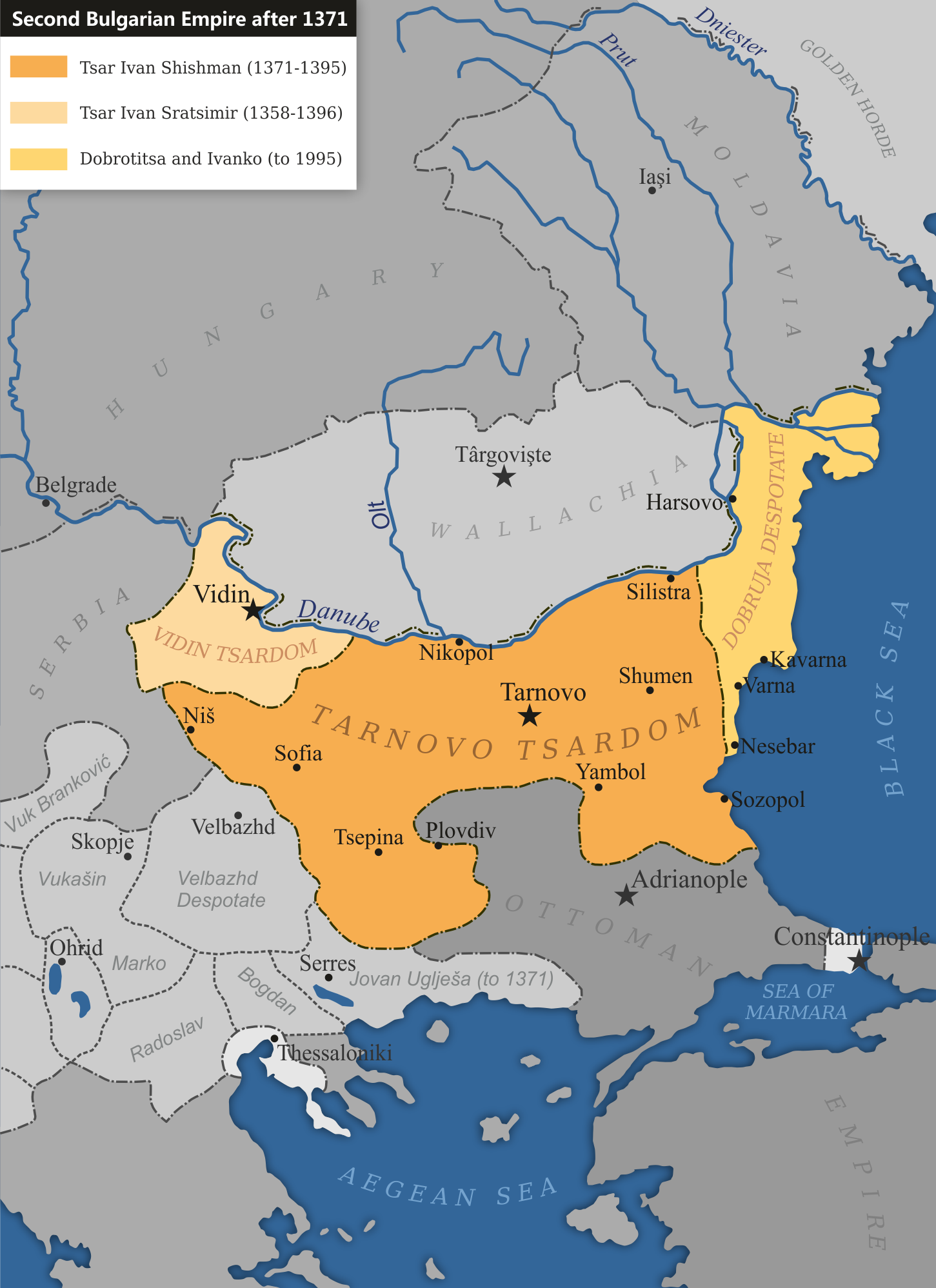
Второе Болгарское царство после 1371.

После смерти Добротицы (около 1385—1386) на престол взошёл его сын Иванко, которому пришлось стать вассалом султана Мурада I, осадившего новую столицу деспотата — Варну, и подписать мир с Генуэзской республикой. В этом же году Тырновский царь Иван Шишман напал на деспотат. Он разбил и убил своего бывшего вассала Дана I воеводу Валахии, союзника Иванко, но не смог вернуть Добруджу под свой контроль.
После поражения в 1394 году небольшого турецкого войска от валашского воеводы Мирчи Старого, ссылаясь на то, что ни тырновский царь Иван Шишман, ни Иванко не выслали войско, как вассалы, султан Мурад I, отправил большое войско и Добруджанский деспотат прекращает своё существование, войдя в состав Османской Империи. Согласно легенде, крепость Калиакра на одноименном мысе пала последней.
В конце XIX и в начале XX века, в результате освобождения балканских народов от Османской Империи, болгарский и румынский народы с помощью России не только восстановили свою государственность, но и поглотили, разделив между собой, соседнюю Добруджу. Таким образом, гагаузский народ, являвшийся до XX века титульной нацией на территории исторической Добруджи, не только не восстановил свою государственность, но впоследствии был ассимилирован румынами на территории Румынии и болгарами на территории Болгарии.
От окончательной ассимиляции добруджанских гагаузов спасло то, что небольшая часть гагаузских крестьян переселилась в начале XIX в. на территорию Буджака (Бессарабии).

## Деспоты
- Балик (1320—1347)
- Добротица (1347—1385)
- Иванко (1385—1389)